# Мельник, Николай Николаевич
Никола́й Никола́евич Ме́льник (укр. Микола Миколайович Мельник; 17 декабря 1953, Ставище, Киевская область — 26 июля 2013, Аликанте) — украинский советский лётчик-испытатель, ликвидатор аварии на Чернобыльской АЭС, Герой Советского Союза (1987).

## Биография
Родился 17 декабря 1953 года в пгт. Ставище Киевской области в семье служащего. Украинец. Член КПСС с 1987 года.
В 1971 году окончил 10 классов средней школы. Работал на Ставищенском узле связи, инструктором по спорту ДСО «Колос», бетонщиком треста «Запорожгражданстрой» в Запорожье. В 1972—1974 годах проходил срочную службу в Советской Армии.
В 1979 году окончил Кременчугское лётное училище гражданской авиации (КЛУГА), после чего работал в различных авиаотрядах, затем пилотом-инструктором КЛУГА. Продолжил обучение в Кременчугском филиале Харьковского политехнического института и в Академии гражданской авиации в Ленинграде. В 1984 году окончил школу лётчиков-испытателей и перешёл на испытательную работу.

## Подвиг
26 апреля 1986 года произошла авария на Чернобыльской АЭС, сопровождавшаяся выбросом большого количества радиоактивных веществ в окружающую среду. Когда потребовалось провести мониторинг состояния разрушенного реактора четвёртого энергоблока АЭС, засыпанного к тому времени специальным веществом, был разработан многоярусный измеритель, который представлял собой стальную трубу длиной 18 м и диаметром 100 мм с помещенными внутрь датчиками. Это устройство, как и операция по его установке, получило название «Игла». Вертолёт Ка-27Е должен был зависнуть над кратером реактора, а затем труба, подобно гигантской игле, должна стремительно лететь вниз, вонзиться во чрево реактора. При этом она должна была уйти в глубь на 10 метров, а оставшаяся часть торчать над поверхностью. Трос от трубы следовало сбросить у третьего блока, там его должны были подобрать и подключить к измерительной аппаратуре. Для проведения операции был задействован прибывший из феодосийского филиала ОКБ «Камов» вертолёт Ка-27Е (борт № 910).
Из-за высокого уровня радиоактивного излучения задание было очень опасным. После нескольких тренировок операцию осуществили 19 июня 1986 года. Машину пилотировал лётчик-испытатель Николай Мельник, в экипаж также входили штурман-испытатель В. М. Ткаченко, ведущий инженер Ю. Н. Кувыков, бортоператор О. А. Азаров. Как вспоминал один из руководителей операции П. М. Надзенюк, события развивались следующим образом:
«Мы вылетели в район АЭС тремя вертолётами. Машина, которую вел лётчик Мельник Н. Н., несла фал с „Иглой“. В нашу задачу входила корректировка положения его вертолёта во время заключительной фазы операции. До реактора мы вели вертолёты со скоростью 50 км/ч. В 8 часов 40 минут расположились в расчётной зоне. Мельник выполнил зависание над выбранной во время тренировок первой точкой и тут же начал снижение. Однако „Игла“ не вошла, так как не смогла пробить корку, застывшую над реактором. Вторая попытка тоже была безуспешной. Счастливым оказался третий заход: на наших глазах „Игла“ вошла на две трети своей длины. Затем было отключено устройство, которым фал крепился к вертолёту, и 200-метровый кабель упал на землю».
Экипаж Н. Мельника на «Ка-27» установил в районе 4-го энергоблока ещё ряд датчиков, в том числе и в жерло вентиляционной трубы. Всего Н. Мельником выполнено в Чернобыле 46 полётов общей продолжительностью 52 часа. Лётчиком получена доза облучения 160 бэр, или 1,6 зиверта.

## Награждение
Указом Президиума Верховного Совета СССР от 6 октября 1987 года за мужество, героизм и самоотверженность, проявленные при ликвидации аварии на Чернобыльской атомной электростанции, командиру вертолёта Николаю Николаевичу Мельнику присвоено звание Героя Советского Союза. Награждён орденом Ленина.
В 1990 году был отмечен премией Международной вертолётной ассоциации «Слава совершенству» (Salute to Excellence) в номинации «Премия имени Игоря Сикорского за гуманитарные услуги».
После распада СССР, в 1995 году, Н. Н. Мельник был приглашён на работу в качестве проводника вертолётов в Испанию, закупившую несколько машин «Ка-32», и переехал в город Аликанте.
Умер от рака в Аликанте 26 июля 2013 года на 60-м году жизни.